# Classe La Fayette
As unidades da classe La Fayette (FL-3000 para "Fragatas Ligeiras de 3000 toneladas") são fragatas ligeiras multi-missão construídas pela DCNS e operadas pela França (Marinha Francesa). Unidades derivadas desta classe encontram-se ao serviço na Arábia Saudita, Singapura (Marinha da República de Singapura), República da China (Marinha da República da China).

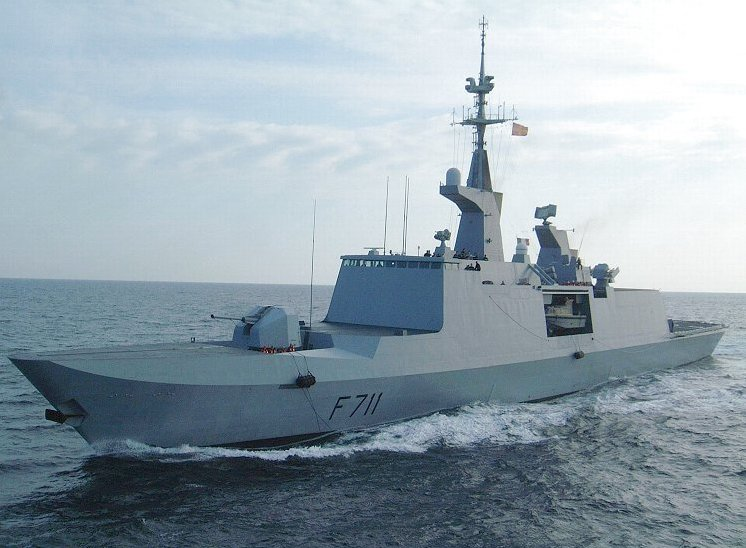
Fragata F711 Surcouf
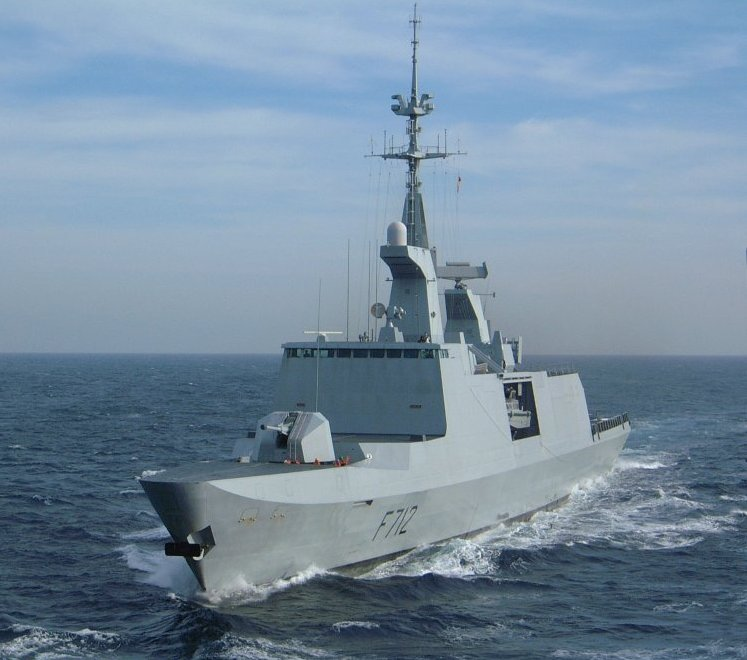
Fragata F712 Courbet

## Lista de navios
| Nº na amurada                               | Designação                          | Ano de comissionamento              |
| Navios na Marinha Nacional Francesa         | Navios na Marinha Nacional Francesa | Navios na Marinha Nacional Francesa |
| ------------------------------------------- | ----------------------------------- | ----------------------------------- |
| F710                                        | La Fayette                          | 1992                                |
| F711                                        | Surcouf                             | 1993                                |
| F712                                        | Courbet                             | 1994                                |
| F713                                        | Aconit                              | 1997                                |
| F714                                        | Guépratte                           | 1999                                |
| Navios na Forças Navais Reais Sauditas      |                                     |                                     |
| N/D                                         | Al Riyadh                           | N/D                                 |
| N/D                                         | Makkah                              | N/D                                 |
| N/D                                         | Al Damman                           | N/D                                 |
| Navios na Marinha da República da China     |                                     |                                     |
| FFG-1202                                    | Kang Ding                           | N/D                                 |
| FFG-1203                                    | Si Ning                             | N/D                                 |
| FFG-1205                                    | Wu Chang                            | N/D                                 |
| FFG-1206                                    | Di Hua                              | N/D                                 |
| FFG-1207                                    | Kun Ming                            | N/D                                 |
| FFG-1208                                    | Chen De                             | N/D                                 |
| Navios na Marinha da República de Singapura |                                     |                                     |
| 68                                          | Formidable                          | N/D                                 |
| 69                                          | Intrepid                            | N/D                                 |
| 70                                          | Steadfast                           | N/D                                 |
| 71                                          | Tenacious                           | N/D                                 |
| 72                                          | Stalwart                            | 2009                                |
| 73                                          | Supreme                             | N/D                                 |